# Рынок (Астраханская область)
Рынок — село в Лиманском районе Астраханской области России, административный центр Рынковского сельсовета.

## Название
В основе топонима распространённый на Волге и Каспии русский народный географический термин со значением: «мыс; обрыв; высокий, крутой утёс; высокая стрелка у слияния рек».

## История
Дата основания не установлена. Временное поселение Рынок при рыбном заводе упоминается в Списке населённых мест 1862 года, составленном по сведениям за 1859 год. В 1859 году в поселении имелось 36 дворов, проживало 104 души мужского и 76 женского пола. К началу XX века Рынок стал довольно крупным населённым пунктом. В 1904 году посёлок Рынок относился к Икрянинской волости Астраханского уезда Астраханской губернии, в селе имелось 179 дворов, проживало 1406 жителей.
После революции село рынок стало административным центром Рынко-Вахромеевского сельского совета в составе Четырехбугоринской волости Астраханского уезда. В июле 1925 года Рынко-Вахромеевский сельский совет был включён в состав Бирючекосинского района Астраханской губернии. В октябре 1927 передан в состав Икрянинского района Астраханского уезда Нижне-Волжской области (с 1928 года — Астраханского межрайона Нижне-Волжского края, с 1934 года — Сталинградского края, с 1943 года — Каспийского района Астраханской области). В январе 1956 года Рынко-Вахромеевский сельский совет передан в состав Лиманского района Астраханской области. 1 февраля 1963 года сельсовет упразднён село передано в состав Бирючекосинского сельского совета.

## Физико-географическая характеристика
Первоначально населённый пункт располагался на острове Ватажном, в северной части Каспийского моря. Впоследствии в связи с отступлением моря, остров стал частью большой земли. В настоящее время село расположено на полуострове в юго-восточной части Лиманского района, на восточном берегу залива Мечетный Проран, на высоте около 25 метров ниже уровня мирового океана. Для рассматриваемой территории характерен ильменно-бугровой ландшафт, представленный урочищами бэровских бугров и межбугровых понижений. Часть прилегающей территории заболочена. Климат резко континентальный, крайне засушливый. Почвы — лугово-болотные солончаковые и солонцеватые
Расстояние до областного центра города Астрахани составляет 140 км, до районного центра посёлка Лиман — 45 км.
Часовой пояс
Рынок, как и вся Астраханская область, находится в часовой зоне МСК+1. Смещение применяемого времени относительно UTC составляет +4:00.

## Население
| 1859 | 1897 | 1900 | 1904 |
| ---- | ---- | ---- | ---- |
| 180  | 1025 | 1159 | 1406 |

| 2002 | 2010 |
| ---- | ---- |
| 229  | ↘193 |